# Libro di Tommaso
Il Libro di Tommaso il Contendente o l'Atleta è un vangelo gnostico scritto in lingua copta nella prima metà del III secolo. L'attribuzione pseudoepigrafa è a Tommaso apostolo, e contiene una rivelazione segreta di Gesù risorto all'apostolo. Ritenuto perduto, ne è stata ritrovata una versione tra i Codici di Nag Hammadi nel 1945.
Composta probabilmente ad Edessa, si tratta di un'opera che rientra nella letteratura siriana attorno all'apostolo Giuda Tommaso, intermedia per composizione e tematiche tra il Vangelo di Tommaso (50-125) e gli Atti di Tommaso (225 circa).